# Allophylus psilospermus
Allophylus psilospermus är en kinesträdsväxtart som beskrevs av Ludwig Radlkofer. Allophylus psilospermus ingår i släktet Allophylus och familjen kinesträdsväxter. Inga underarter finns listade i Catalogue of Life.